# 恒生滬深港通AH指數系列
恒生滬深港通AH指數系列，由恒生銀行屬下恒生指數有限公司負責計算，原名為恒生AH指數系列，於2007年7月2日推出，反映了同時中國A 股市場及香港H股市場上市的公司的表現。2017年9月4日，恒生AH指數系列更名為恒生滬深港通AH指數系列。

## 指數系列
恒生滬深港通AH指數系列包括：
- 恒生滬深港通AH股A+H指數
- 恒生滬深港通AH股A指數
- 恒生滬深港通AH股H指數
- 恒生滬深港通AH股溢價指數
- 恒生滬深港通AH股精明指數

### 恒生AH 股溢價指數
因為AH 股公司的A 股與H 股價格普遍存在差異，所以編算恒生AH 股溢價指數旨在為市
場提供一個量度整體A 股與H 股價差的指標。
在指數設計上，AH 股溢價指數高於100，表示A 股相對H 股的溢價越大，相反，AH 股溢價指數低於100，表示A 股相對H 股的折讓越大。當A 股股價與H 股股價相同，指數水平將會是100

### 恒生AH 股價格指數
恒生AH 股價格指數用以量度成份股各類別股份的價格表現，當中包括三項價格
指數，分別為恒生AH 股A+H 指數( 「AH 股A+H 指數」)、恒生AH 股A 指數( 「AH
股A 指數」)及恒生AH 股H 指數(「AH 股H 指數」)。配合AH 股溢價指數，這
系列價格指數將有助投資者分析股票溢價的變化。
個別成份股在AH 股A+H 指數的權重，是以該公司的A 股流通市值及H 股
流通市值的總和計算。
AH 股A+H 指數用以量度AH 股公司的股份於兩個市場的
整體表現。
AH 股A 指數及AH 股H 指數則分別顯示該公司在A 股或H 股市
場的表現。
三項指數的成份股比重將會每月按整體流通市值調整，而在此調整日，每隻成
份股在每項指數的比重將會被調至相同。在這項設計下，指數變動便能反映純
粹由不同類別之股票價格變動所產生的影響。

## 成份股挑選準則
以A 股形式在上海證券交易所上市的公司或以H 股形式在香港聯合交易所主板上市的公司。

## 外部連結
- 恒生滬深港通AH指數系列 （页面存档备份，存于）